# 大阪臨港線
大阪臨港線（おおさかりんこうせん）は、かつて大阪府大阪市に存在した、大阪環状線の貨物支線（1961年4月24日までは関西本線貨物支線）の通称である。

## 概要
大阪市港区の境川信号場で大阪環状線から分岐し、浪速駅を経由して大阪港駅および大阪東港駅に至る路線で、浪速貨物線とも呼ばれていた。
建設された当初は大阪環状線の西側の区間がまだなく、関西本線今宮駅から分岐する関西本線貨物支線であった。その後、この貨物支線の区間を一部利用して、西成線西九条駅までをつなぐ区間が建設され、それまでの城東線（大阪駅 - 天王寺駅間）の全線、西成線（大阪駅 - 桜島駅間）のうち大阪駅 - 西九条駅間、新規建設区間である西九条駅 - 境川信号場間、大阪臨港線境川信号場 - 今宮駅間を合わせて大阪環状線という環状路線が形成された。このときに残された西成線西九条 - 桜島間が桜島線となり、また境川信号場から先の貨物線が大阪環状線の貨物支線という扱いになった。
桜島線の安治川口駅から大阪北港駅への貨物支線も臨港線と呼ばれることがあるが、これについては「桜島線」および「大阪北港駅」の項を参照。

### 廃止時の路線データ
- 所有者：日本貨物鉄道（第一種鉄道事業者）
- 路線距離（営業キロ）：境川信号場 - 浪速駅間 2.3 km
- 軌間：1,067 mm
- 複線区間：なし（全線単線）
- 電化区間：なし（全線非電化）
- 閉塞方式：不明

## 沿線概況
京セラドーム大阪の南西に位置していた境川信号場で分岐し、大阪環状線の外回り線の高架橋をくぐって商店街の南側を走行し、阪神高速17号西大阪線および国道43号と交差後はほぼ直線で浪速駅まで線路が伸びていた。住宅地の中を抜けると工場地帯に入り、三十間堀川を渡ると浪速駅に到着する。浪速駅は廃止後、大阪シティバス港トレーニングセンターや、一般企業の物流センターなどに転用されている。
大阪港駅に至る路線は大阪築港に沿って天保山付近まで伸び、途中第1 - 3突堤へ引き込み線を分岐していた。大阪東港駅に至る路線は天保山運河東岸から安治川左岸に沿って安治川内港の現・港区石田1丁目付近まで伸びていた。
大阪臨港線は水路を跨ぐ箇所が多く、水防対策として線路上に大阪市港湾局管理の防潮扉が数多く設置されていた。廃線後は線路や設備のほとんどが撤去されており、三十間堀川に架かる橋梁も2019年に撤去された。

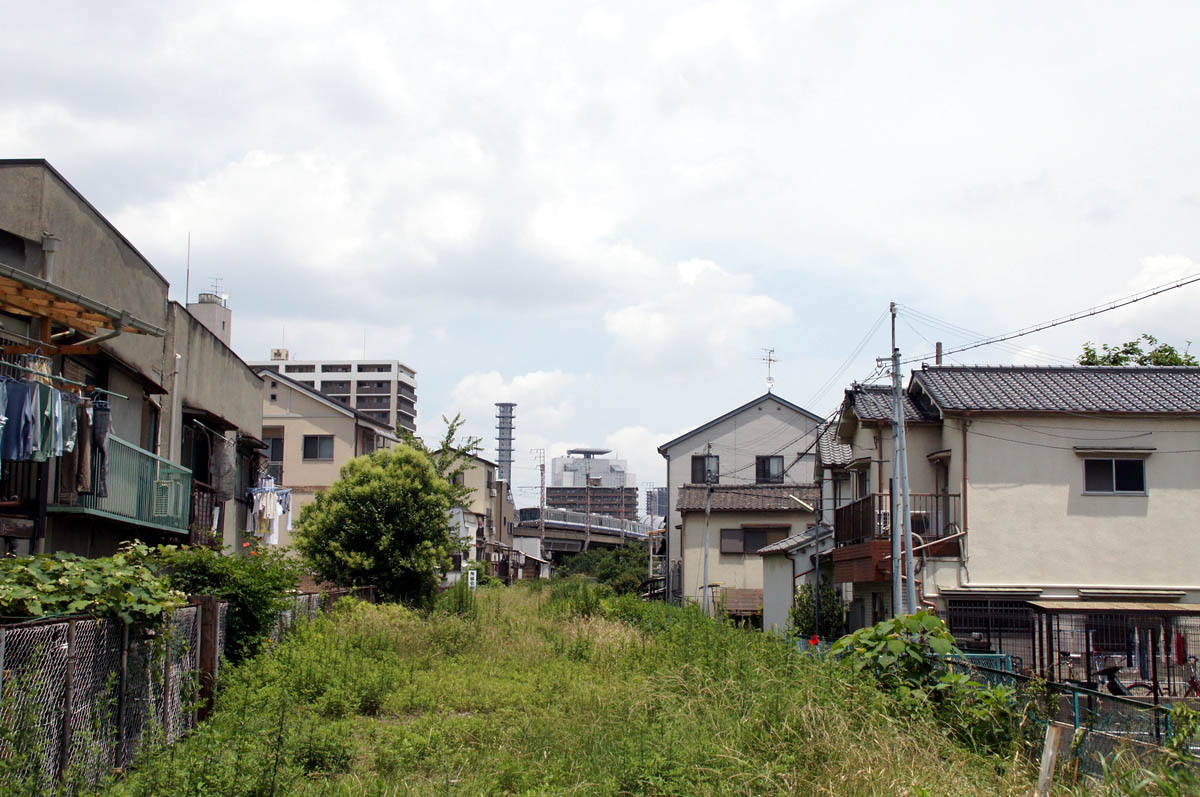
境川信号場付近の廃線跡（2011年6月）
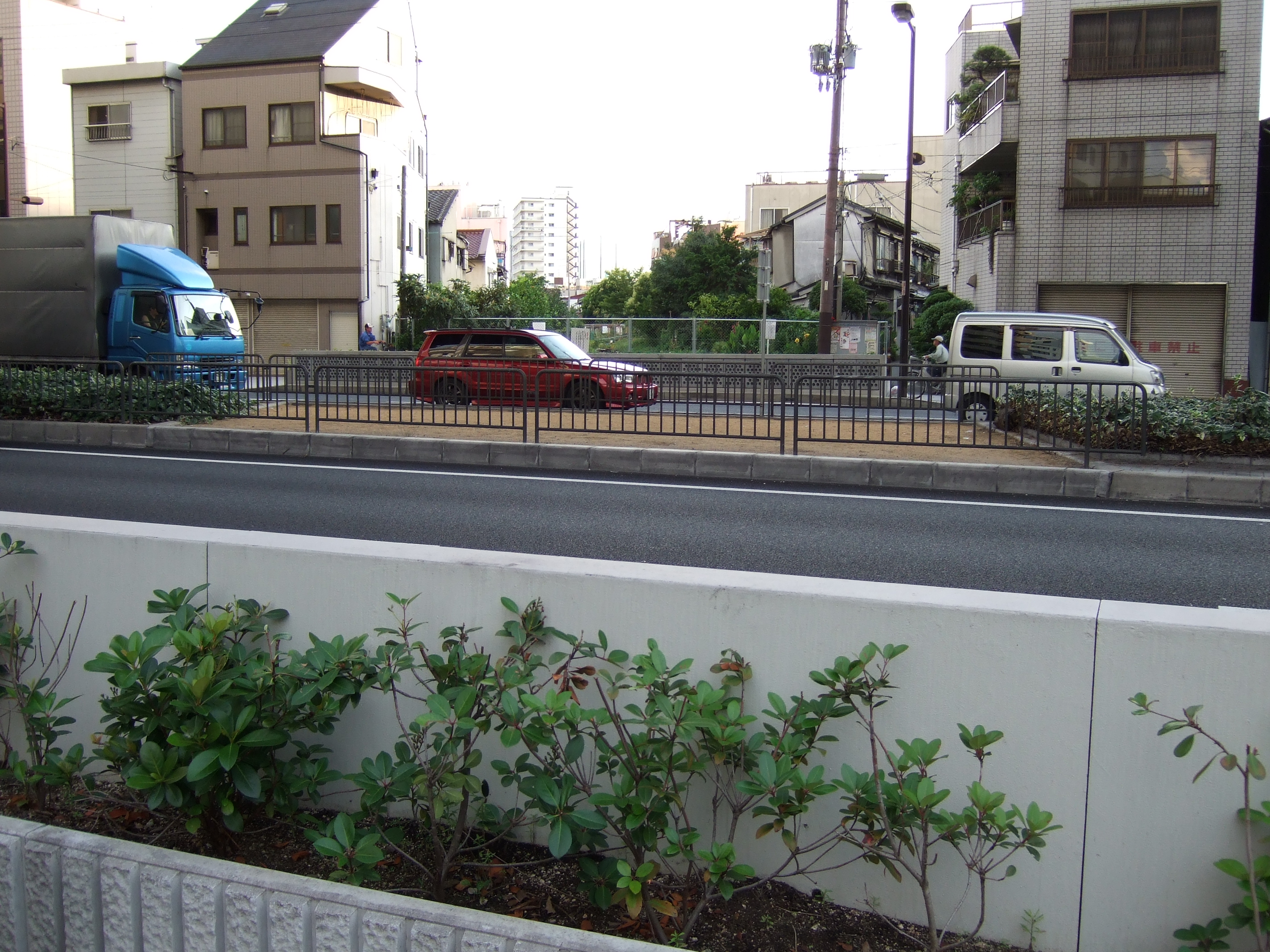
阪神高速・国道43号との交差点（2009年7月）
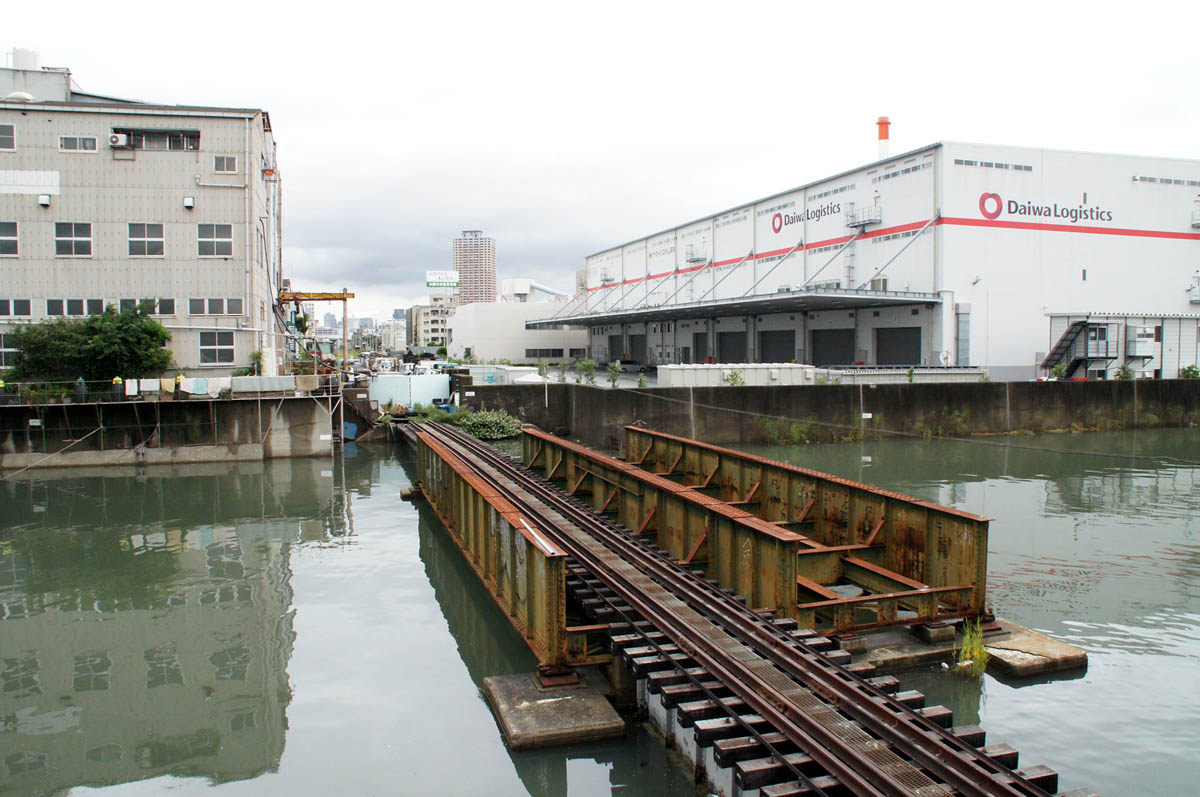
三十間堀川にかかる橋梁（2011年9月）
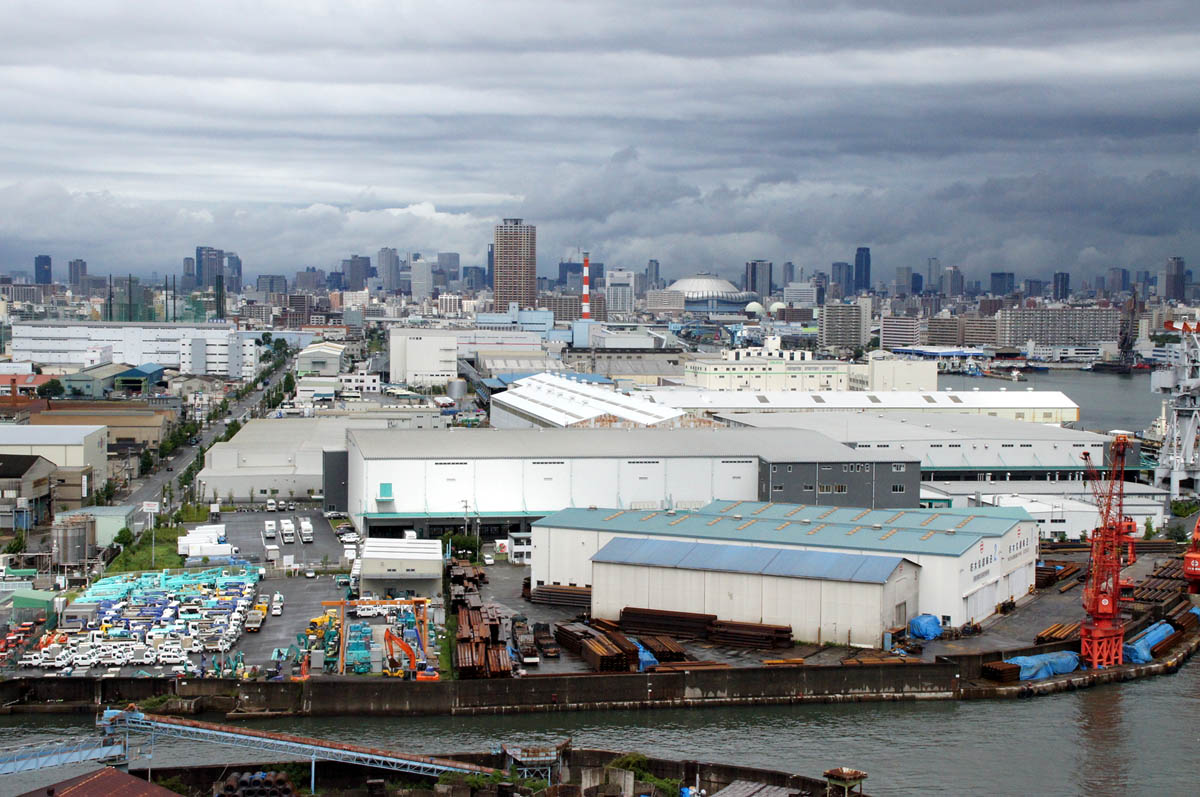
浪速駅跡（2011年9月）

## 運行形態
大阪港駅から百済駅や城東貨物線を経由して吹田信号場まで貨物列車が運転され、浪速駅から大阪港駅で陸揚げされた西日本旅客鉄道（JR西日本）向けのレールと砂利の輸送が行われていたが、沿線の民間倉庫会社がトラック輸送へ切り換えるようになったために貨物取扱量が減少、そこに至る路線が順次縮小していき、レール・砂利輸送も2002年頃に安治川口駅からに変更され、2006年4月にはすべてが廃止された。
末期は1日2往復のダイヤが組まれていたが、扱い貨物がないため運休する日も多かった。

## 歴史

### 路線建設の背景

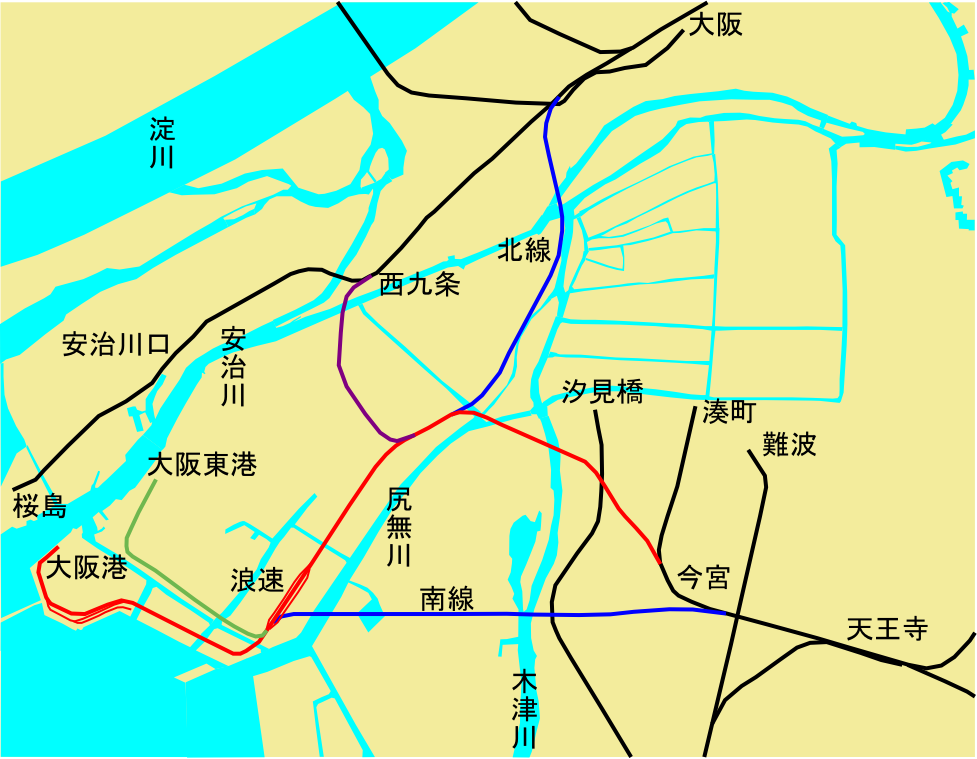
1928年当時の大阪臨港線の地図。
黒線が当時の鉄道網、赤線が実際に建設された臨港線、青線は提案されていた臨港線の経路、緑線は1956年に開通した大阪東港駅への支線、紫線は1961年に開通した大阪環状線。

大阪港においては、1898年（明治31年）4月5日に西成鉄道が大阪駅 - 安治川口駅間で営業を開始し、これにより安治川北岸には鉄道が開通して船舶と鉄道の連絡が行われていた。これに対して安治川と尻無川の間の海岸沿いには1897年（明治30年）頃から築港事業が進められていたが、鉄道の便が長くなかった。1901年（明治34年）9月には大阪市会において「臨港鉄道に関する建議」が可決され、政府に対して大阪梅田と大阪港を結ぶ臨港鉄道の建設を求めた。
築港に至る鉄道としては、西成線福島駅から分岐して尻無川に沿って南西に進み築港に至る「北線」と、関西本線今宮駅から分岐して木津川と尻無川を下流部で横断して築港に至る「南線」の2案が検討された。北線は延長6マイル8チェーンで建設費970万円余り、工期7年と試算されたのに対して、南線は延長4マイル5チェーンで工費550万円余り、工期5年と試算された。しかし北線が東海道本線に直通できるのに対して、南線は城東線経由で遠回りとなる上に、船舶の通航の多い木津川・尻無川を下流部で横断して橋が水運の障害となる問題があった。一方北線も市街地の中心部に貨物線が通ることになるという問題を抱えていた。大阪市会では1909年（明治42年）に北線案を決議して政府に陳情した。政府も臨港鉄道の必要性を認め、衆議院において大阪築港臨港鉄道の早期着手を求める決議が採択され、路線選定作業が始められた。
南北両線の選択はその後も紛糾した。経路が決定できないながらも、政府は1909年から12年間の予定で建設を計画した。しかし、港湾部における停車場用地として陸軍省の土地10万坪を提供してもらう交渉が難航したことや、政府の深刻な財政難から、建設は大幅に先送りされた。1915年（大正4年）5月には、大阪市も財政難のために築港事業を中止するところまで追い詰められた。この築港中止は、さらに臨港鉄道の建設遅延を招きかねないという懸念を引き起こし、この年7月26日に市会では、臨港鉄道が着工すれば船渠などの工事を再開するとの条件をつけた上で、政府に対して再度の臨港鉄道建設の建議を決議した。これによりようやく政府も動き始め、1917年（大正6年）に南北両線の折衷案ともいうべき、実際に建設されることになる経路を決定した。これは、南線の持つ水運途絶の問題をできる限り軽減するために、渡河地点を上流部に寄せたものとなっている。この年11月14日に建設が決定された。

### 建設

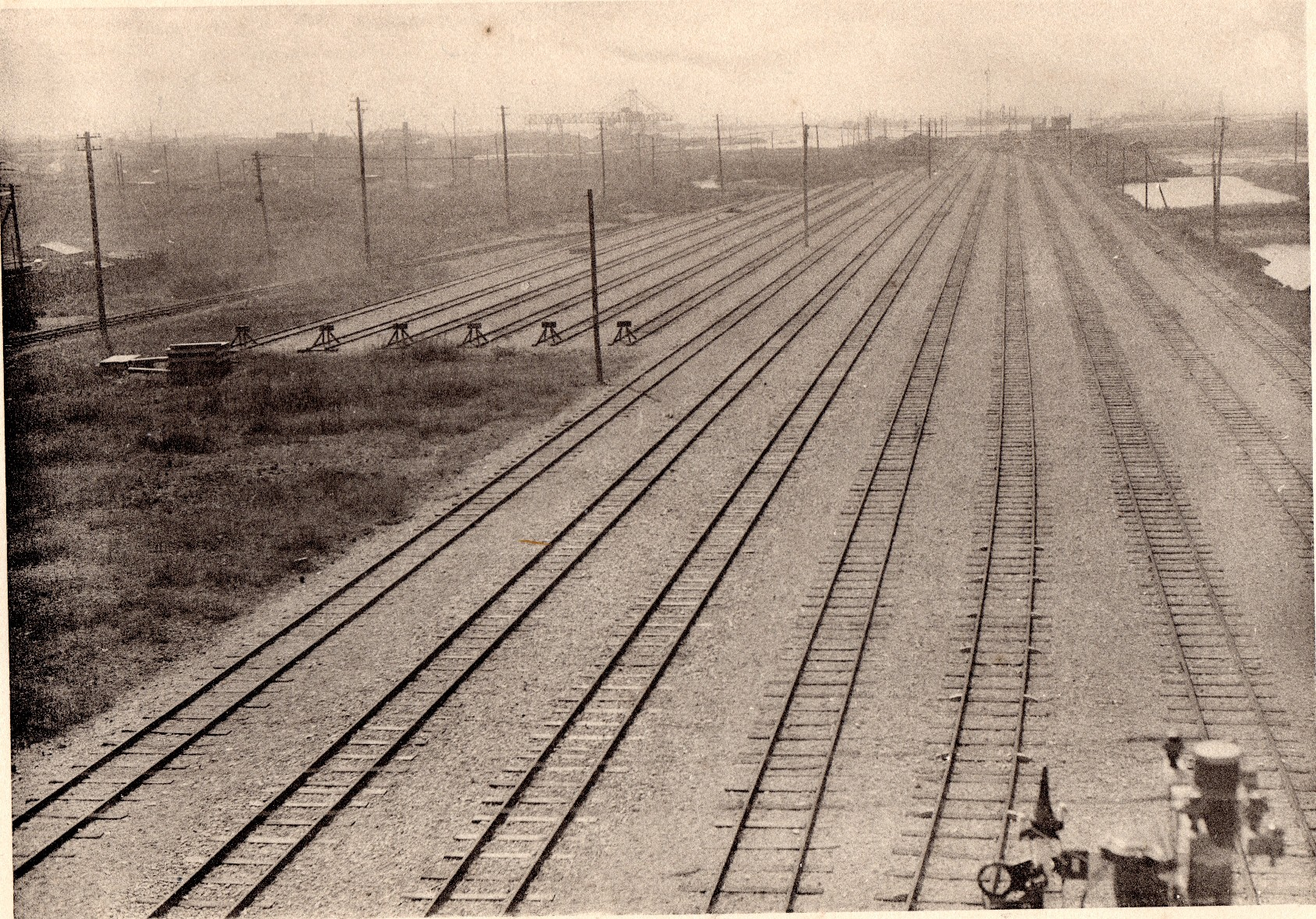
建設当初の浪速駅

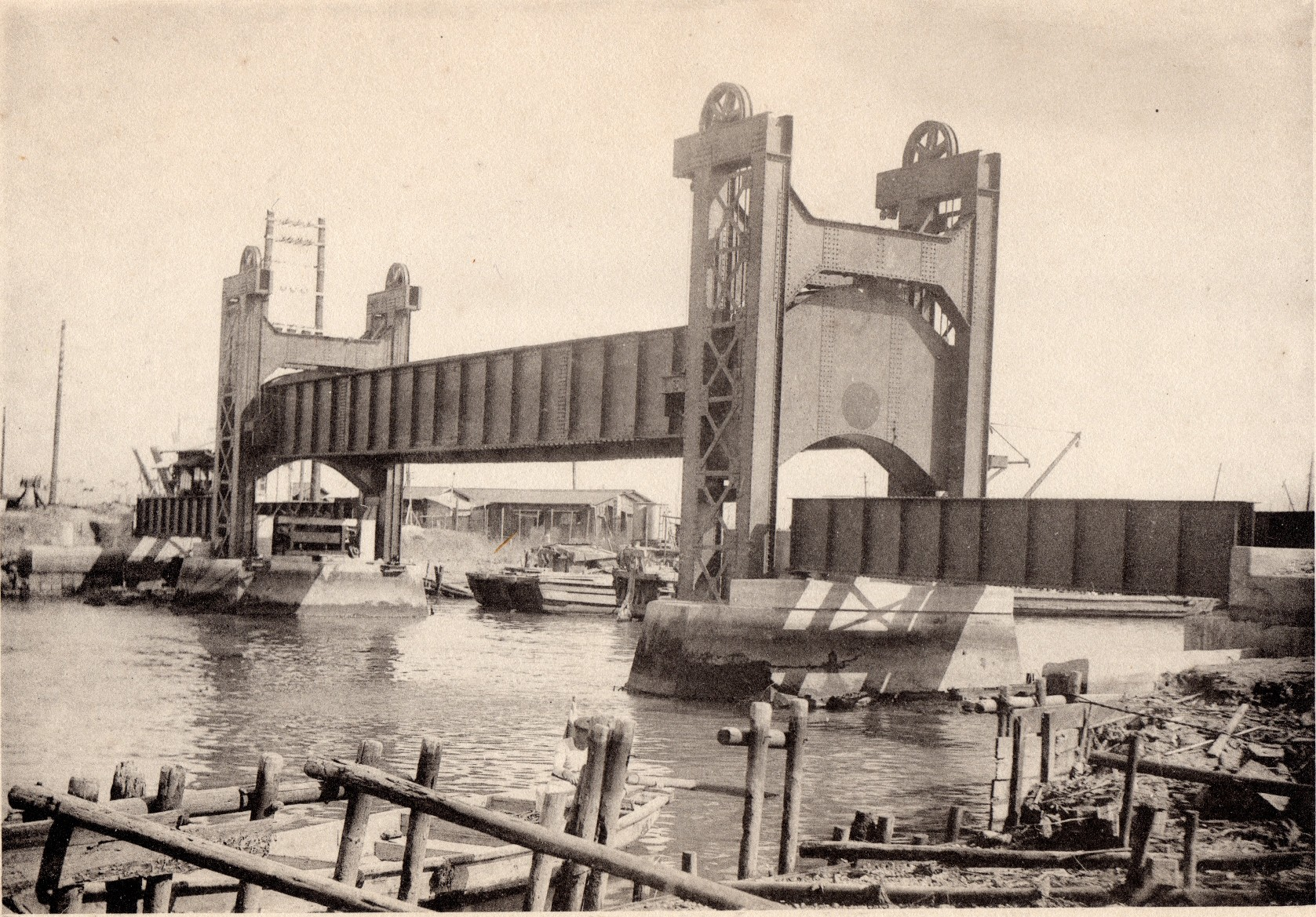
天保山運河に架けられた昇開橋

建設時点では、浪速駅は築港操車場、大阪港駅は築港埠頭地と称されていた。今宮駅から尻無川までは人家が密集する地帯であったため高架橋構造とし、そこから浪速駅の手前までは築堤構造とした。そして港湾部においては、倉庫や埠頭への引き込み線の建設の便を考慮して地平構造となった。工費については、今宮駅から浪速駅までは鉄道省の負担とし、天保山運河の手前から埠頭に至る区間は大阪市の負担とされたが、全区間について鉄道省が施工を実施し、また完成後は鉄道省の所有として営業が行われた。用地は合計49,278坪（約16.3ヘクタール）で、大阪市の都市計画事業との整合性を考慮して買収作業は大阪市に委託された。1919年（大正8年）から1921年（大正10年）3月までかけて、移転費用を含め総額2,454,027円を費やして土地買収作業が完了し、鉄道省に用地が引き渡された。1923年（大正12年）8月に着工した。
全区間を単線で建設したが、将来的な線増を考慮して複線分の敷地を用意し、主要な橋梁も複線対応で建設された。結果的にこの複線対応の橋梁は、大阪環状線の建設に役立てられることになった。
木津川と岩崎運河を渡るところに架けられた橋梁が最大のもので、径間300フィート（約91.44 m）の下路ダブルワーレン式トラス橋が架けられた。このトラスは重量828トンあり、その当時国有鉄道でもっとも重量が大きいとされていた。また天保山運河、三樋入堀、天保山支線運河には、船の通航を可能にするために可動橋が設置された。これは3連式の桁橋で、前後の桁は径間30フィート（約9.144 m）、中央の桁は径間78フィート（約23.77 m）あり、この中央桁が9フィート3インチ（約2.8 m）昇降して、満潮時に12フィート（約3.7 m）の空頭高を確保する設計となっていた。鉄道側に対しては桁の昇降と連動する信号機および脱線転轍機が設置され、また船舶に対しても色灯式の信号機を設置していた。橋梁の設計上の活荷重はいずれもクーパーE40であった。
工事は1928年（昭和3年）11月に完成し、12月1日から営業を開始した。総工費は6,567,954円59銭6厘（大阪市負担部分の用地費を含まない）で、このうち大阪市が611,952円を負担した。またこの貨物支線や関西本線沿線からの貨車を捌くために、1938年（昭和13年）に関西本線久宝寺駅付近に竜華操車場が開設されている。

### 運用
開通後は、今宮駅と浪速駅を結ぶ区間列車のほかに、吹田操車場から浪速駅まで直通の列車も設定された。臨港線内においては浪速駅が列車の編成を担当し、大阪港駅からは小運転で浪速駅へ一旦貨車を集める運用となっていた。当初は期待に反して、城東線経由で遠回りになることが嫌われて、西成線の駅に艀で持ち込まれる貨物の方が多く、臨港線の利用は振るわなかった。しかし次第に臨港線の利用は定着し、急速に貨物取扱量が増えていった。特に、それまで鉄道の便がないことから神戸港を利用していた貨物が大阪港を利用するようになった。

### 大阪東港線の建設
第二次世界大戦後、大阪港内港化計画が実施されることになり、安治川の南側に岸壁が建設されることになった。この方面への臨港鉄道の必要性が感じられたことから、大阪市側から日本国有鉄道（国鉄）に対して建設の依頼がなされた。この際に、大阪市と国鉄で建設費を分担することになり、下部構造を大阪市が、上部構造を国鉄が負担することとなった。また経路については3案の比較が行われ、浪速駅の南側で分岐して三十間堀川を渡り、天保山運河に沿って北西に進んで、安治川の岸壁に沿って北へ向かう経路となった。1953年（昭和28年）3月に着工され、1956年（昭和31年）3月15日に完成して、大阪東港線と通称された。さらにその後、1957年（昭和32年）7月までかけて側線の延長などが行われた。建設費は約1億2000万円で、大阪市が約6000万円を負担している。また三菱セメントがサイロまでの専用線を敷設した。安治川第2埠頭の完成に伴って、さらに延長が行われ、1965年（昭和40年）3月に完成した。しかし貨物輸送の自動車への転換が進み、当初の期待に反してこの頃から臨港線の利用は減少していくようになった。

### 大阪環状線の建設
1961年（昭和36年）4月25日に、境川信号場で分岐して西九条までの路線が開通し、大阪環状線が完成した。臨港線建設に際して複線分の橋梁が準備されていたのが役立てられているが、若干の嵩上げ工事が行われている。これに伴い、大阪臨港線は起点が今宮駅から大正駅に変更された。また関西本線の貨物支線であったのが、大阪環状線の貨物支線という扱いに変更された。その後、1987年（昭和62年）4月1日の国鉄分割民営化に伴い、大阪臨港線の起点は境川信号場に変更された。
なお、大阪環状線が完成した後も、浪速駅から西九条駅を結ぶ新線を建設する構想があった。

### 利用の減少と廃止
大阪臨港線においては石炭の扱いが多かったが、エネルギー革命の進展により減少していった。また、コンテナ輸送化にも対応しきれず、貨物自動車への貨物の転移が進展していった。こうした実情から、用地の有効活用を図るために臨港線は廃止の方向となった。
1982年（昭和57年）度末から、大阪港駅の突堤付近の留置線の撤去などが次第に進められた。1984年（昭和59年）2月1日に大阪港駅と大阪東港駅およびこれらと浪速駅を結ぶ路線が書類上廃止となり、これらは浪速駅の側線扱いとされた。大阪市では臨港鉄道の利用実態調査を行い、これに基づいて国鉄に対して大阪港駅の廃止の打診を1985年（昭和60年）1月に行い、1986年（昭和61年）2月にはこれを正式に申し入れた。そして11月1日に廃止となり、その状態のままで大阪市が引き渡しを受けて、設備の撤去を行った。
一方大阪東港線については、1986年夏に国鉄側から廃止の申し入れがあり、同様に1986年11月1日に廃止になった後、埠頭の公共臨港線や専用線については大阪市が引き渡しを受けて設備撤去を行ったが、本線については日本国有鉄道清算事業団に引き継がれて、施設の撤去後1988年（昭和63年）3月に用地が返還された。
その後も、浪速駅までの区間はしばらく営業を続けた。JR西日本向けのレール輸送、液体薬品の輸送などでしばらく利用されたが、2004年（平成16年）11月9日に運行休止となり、2006年（平成18年）4月1日付けで正式に廃止となった。

### 年表
- 1928年（昭和3年）12月1日：関西本線貨物支線として、今宮駅 - 浪速駅 - 大阪港駅間 (5.2マイル、8.37 km) が開業。浪速駅・大阪港駅が開業。
- 1930年（昭和5年）4月1日：メートル法施行に伴い、キロ程が5.2 マイルから8.3 kmに変更。
- 1930年（昭和5年）10月26日：神戸沖において特別大演習観艦式が挙行されたため、この日に限り旅客の運輸営業を行う[30]。
- 1956年（昭和31年）3月15日：浪速駅 - 大阪東港駅間  (3.0 km)  が開業。大阪東港駅が開業。
- 1961年（昭和36年）4月25日：今宮 - 西九条間の大阪環状線としての営業開始。この区間に大正駅・境川信号場・弁天町駅が開業。貨物支線と大阪環状線旅客線の分岐点は境川信号場となる。貨物支線の起点を今宮駅から大正駅に変更 (-1.8 km) し、大正駅 - 浪速駅 - 大阪港駅間 (6.5 km)、浪速駅 - 大阪東港駅間 (3.0km) は大阪環状線に編入。
- 1984年（昭和59年）2月1日：浪速駅 - 大阪港駅間 (3.4 km)、浪速駅 - 大阪東港駅間 (3.0 km) が廃止。大阪港駅・大阪東港駅が廃止され、浪速駅の側線扱いとなる。
- 1986年（昭和61年）11月1日：大阪港駅・大阪東港駅の側線扱いが廃止。
- 1987年（昭和62年）4月1日：国鉄分割民営化により日本貨物鉄道が継承し、境川信号場 - 浪速間の第一種鉄道事業者になる。貨物支線の起点が大正駅から境川信号場に変更 (-0.8 km)。
- 2004年（平成16年）11月9日：境川信号場 - 浪速駅間の運行が休止[31]。
- 2006年（平成18年）4月1日：境川信号場 - 浪速駅間 (2.3 km) 廃止。日本貨物鉄道の第二種鉄道事業（新今宮駅- 境川信号場間 3.8 km）が廃止。浪速駅が廃止。
- 2007年（平成19年）5月20日：境川信号場が廃止。

## 駅一覧
( )内の数値は起点からの営業キロ。
境川信号場 (0.0) - 浪速駅 (2.3) - 大阪港駅 (5.7)
浪速駅 (0.0) - 大阪東港駅 (3.0)